# Belfast Bulls
I Belfast Bulls sono stati una squadra di football americano di Belfast, in Irlanda del Nord; fondati nel 2002 hanno chiuso nel 2008.

## Dettaglio stagioni

### Tornei nazionali

#### Campionato

##### IAFL
| Stagione | regular season | regular season | regular season | regular season | regular season | regular season | playoff | playoff | playoff | playoff | playoff | playoff       | playoff       |
|          | Vin            | Par            | Per            | Tot            | PF             | PS             | Vin     | Per     | Tot     | PF      | PS      | risultato     | avversaria    |
| -------- | -------------- | -------------- | -------------- | -------------- | -------------- | -------------- | ------- | ------- | ------- | ------- | ------- | ------------- | ------------- |
| 2005     | 7              | 0              | 1              | 8              | 144            | 56             | 1       | 1       | 2       | 50      | 26      | Shamrock Bowl | Dublin Rebels |
| 2007     | 4              | 1              | 3              | 8              | 98             | 85             | 0       | 1       | 1       | 2       | 44      | Semifinale    | UL Vikings    |
| 2008     | 2              | 0              | 6              | 8              | 84             | 262            | -       | -       | -       | -       | -       | -             | -             |
| Totale   | 13             | 1              | 10             | 24             | 326            | 403            | 1       | 2       | 3       | 52      | 70      |               |               |

Fonti: Enciclopedia del Football - A cura di Roberto Mezzetti

### Riepilogo fasi finali disputate
| Anno           | Luogo   | Evento | Fase del torneo | Incontro                      | Risultato |
| 28 agosto 2005 | Belfast | IAFL   | Shamrock Bowl   | Belfast Bulls - Dublin Rebels | 19 - 26   |
| 22 luglio 2007 |         | IAFL   | Semifinale      | UL Vikings - Belfast Bulls    | 44 - 2    |